# Liste der Stolpersteine in der Provinz Albacete
Die Liste der Stolpersteine in der Provinz Albacete enthält die Stolpersteine, die vom deutschen Künstler Gunter Demnig in der spanischen Provinz Albacete verlegt wurden. Die Provinz Albacete zählt zur Autonomen Gemeinschaft Kastilien-La Mancha. Stolpersteine erinnern an das Schicksal der Menschen, die von den Nationalsozialisten ermordet, deportiert, vertrieben oder in den Suizid getrieben wurden. Sie liegen im Regelfall vor dem letzten selbstgewählten Wohnsitz des Opfers. Die kastilische Übersetzung des Begriffes Stolpersteine lautet: pedres que fan ensopegar. In Spanien werden sie jedoch zumeist piedras de la memoria (Erinnerungssteine) genannt.

## Verlegte Stolpersteine

### Albacete
Alle Stolpersteine von Albacete wurden in der Avenida de la Estación, 2 verlegt.
| Stolperstein | Übersetzung | Name, Leben                          |
| ------------ | --- | ------------------------------------ |
|              | IN ALBACETE LEBTE MANUEL ALCARAZ GÓMEZ GEBOREN 1907 DEPORTIERT MAUTHAUSEN ERMORDET 14.11.1941                        | Manuel Alcaraz Gómez (1907–1941)     |
|              | IN ALBACETE LEBTE AUGUSTO ANGEL RODRIGUEZ GEBOREN 1920 DEPORTIERT BUCHENWALD BEFREIT                                 | Augusto Angel Rodriguez (1920–)      |
|              | IN ALBACETE LEBTE EMILIO APARICIO GARCÍA GEBOREN 1915 DEPORTIERT MAUTHAUSEN BEFREIT                                  | Emilio Aparicio García (1915–)       |
|              | IN ALBACETE LEBTE JOSÉ ARGANDOÑA GONZÁLEZ GEBOREN 1898 DEPORTIERT DACHAU ERMORDET 27.1.1945                          | José Argandoña González (1898–1945)  |
|              | IN ALBACETE LEBTE EMILIANO BELMONTE DONATE GEBOREN 1913 DEPORTIERT MAUTHAUSEN BEFREIT                                | Emiliano Belmonte Donate (1913–)     |
|              | | Cristóbal Cantos Muñoz               |
|              | | José Díaz                            |
|              | HIER LEBTE MANUEL GARCÍA GARCÍA GEBOREN 1915 EXIL 1939 FRANKREICH DEPORTIERT 1941 MAUTHAUSEN ERMORDET 3-7-1942 GUSEN | Manuel García García (1915–1942)     |
|              | IN ALBACETE LEBTE PEDRO JESÚS GARCÍA PIÑA DEPORTIERT MAUTHAUSEN ERMORDET 2.12.1941                                   | Pedro Jesús García Piña (–1941)      |
|              | IN ALBACETE LEBTE JUAN GARCÍA VILLAR GEBOREN 1916 DEPORTIERT MAUTHAUSEN BEFREIT                                      | Jesús García Villar (1916–)          |
|              | IN ALBACETE LEBTE JUSTO GÓMEZ SALMERÓN GEBOREN 1913 DEPORTIERT MAUTHAUSEN ERMORDET 1.10.1941                         | Justo Gómez Salmerón (1913–1941)     |
|              | IN ALBACETE LEBTE ANDRÉS IRELA JARA DEPORTIERT MAUTHAUSEN ERMORDET 3.12.1941                                         | Andrés Irela Jara (–1941)            |
|              | IN ALBACETE LEBTE JULIÁN LÓPEZ ALARCÓN GEBOREN 1918 DEPORTIERT MAUTHAUSEN BEFREIT                                    | Julián López Alarcón (1918–)         |
|              | IN ALBACETE LEBTE RAFAEL MARTÍNEZ MONJE GEBOREN 1919 DEPORTIERT BUCHENWALD ERMORDET FEB. 1942                        | Rafael Martínez Monje (1919–1942)    |
|              | IN ALBACETE LEBTE JOSÉ FELIPE MONTEAGUDO GEBOREN 1911 DEPORTIERT MAUTHAUSEN ERMORDET 20.8.1941                       | José Felipe Monteagudo (1911–1941)   |
|              | IN ALBACETE LEBTE JOSÉ MONTESINOS MARTINEZ GEBOREN 1917 DEPORTIERT MAUTHAUSEN ERMORDET 27.2.1942                     | José Montesinos Martínez (1917–1942) |
|              | IN ALBACETE LEBTE JAIME NIETO LÓPEZ GEBOREN 1913 DEPORTIERT BUCHENWALD BEFREIT                                       | Jaime Nieto López (1913–1981)        |
|              | IN ALBACETE LEBTE JOSÉ OCAÑA GARCÍA GEBOREN 1907 DEPORTIERT MAUTHAUSEN BEFREIT                                       | José Ocaña Castilla (1907–1989)      |
|              | IN ALBACETE LEBTE MIGUEL PARRA RAMIRES GEBOREN 1916 DEPORTIERT MAUTHAUSEN ERMORDET 7.2.1942                          | Miguel Parra Martínez (1916–1942)    |
|              | IN ALBACETE LEBTE PEDRO POLO FERRER GEBOREN 1919 DEPORTIERT BUCHENWALD ERMORDET 10.12.1941                           | Pedro Polo Ferrer (1919–1941)        |
|              | IN ALBACETE LEBTE PEDRO RANJEL SELVA GEBOREN 1919 DEPORTIERT MAUTHAUSEN BEFREIT                                      | Pedro Ranjel Selva (1919–)           |
|              | IN ALBACETE LEBTE MANUEL RUBIO GARCÍA GEBOREN 1915 DEPORTIERT MAUTHAUSEN ERMORDET 26.2.1942                          | Manuel Rubio García (1915–1942)      |
|              | IN ALBACETE LEBTE JOSÉ MARÍA RUESCAS ESCAMES GEBOREN 1918 DEPORTIERT MAUTHAUSEN BEFREIT                              | Jose María Ruescas Escames (1918–)   |
|              | IN ALBACETE LEBTE MANUEL RUIZ TOBARRA GEBOREN 1916 DEPORTIERT MAUTHAUSEN BEFREIT                                     | Manuel Ruiz Tobarra (1916–)          |
|              | IN ALBACETE LEBTE DAMIAN SERRANO MARTINEZ GEBOREN 1915 DEPORTIERT MAUTHAUSEN ERMORDET 23.1.1942                      | Damián Serrano Martínez (1915–1942)  |
|              | IN ALBACETE LEBTE FERNANDO SILVA BELTRÁN GEBOREN 1910 DEPORTIERT MAUTHAUSEN ERMORDET 13.1.1942                       | Fernando Silva Beltrán (1910–1942)   |

### La Roda
In La Roda wurden fünf Stolpersteine verlegt.
| Stolperstein | Übersetzung | Verlegeort | Name, Leben                      |
| ------------ | --- | ---------- | -------------------------------- |
|              | IN LA RODA LEBTE JOSÉ CARRIZO DIAZ GEBOREN 1901 VERHAFTET 5.4.1941 GÖRLITZ DEPORTIERT 1941 MAUTHAUSEN ERMORDET 24.9.1942         |            | José Carrizo Diaz (1920–1942)    |
|              | IN LA RODA LEBTE MIGUEL CARRIZO DIAZ GEBOREN 1901 VERHAFTET 5.4.1941 GÖRLITZ DEPORTIERT 1941 MAUTHAUSEN ERMORDET 24.9.1942       |            | Miguel Carrizo Diaz (1901–1942)  |
|              | IN LA RODA LEBTE SALUSTIANO CHECA AYUSO GEBOREN 1913 EXIL FRANKREICH DEPORTIERT 1940 MAUTHAUSEN BEFREIT                          |            | Salustiano Checa Ayuso (1913–)   |
|              | IN LA RODA LEBTE JUAN MARCHANTE LOPEZ GEBOREN 1911 VERHAFTET OKT. 1940 ZAGAN DEPORTIERT 1941 MAUTHAUSEN-GUSEN ERMORDET 26.6.1942 |            | Juan Marchante López (1911–1942) |

## Verlegedaten
- 2. April 2022: Albacete (verlegt von Gunter Demnig persönlich)